# Xã Franklin, Quận Erie, Pennsylvania
Xã Franklin (tiếng Anh: Franklin Township) là một xã thuộc quận Erie, tiểu bang Pennsylvania, Hoa Kỳ. Năm 2010, dân số của xã này là 1.633 người.